# Plavuňovité

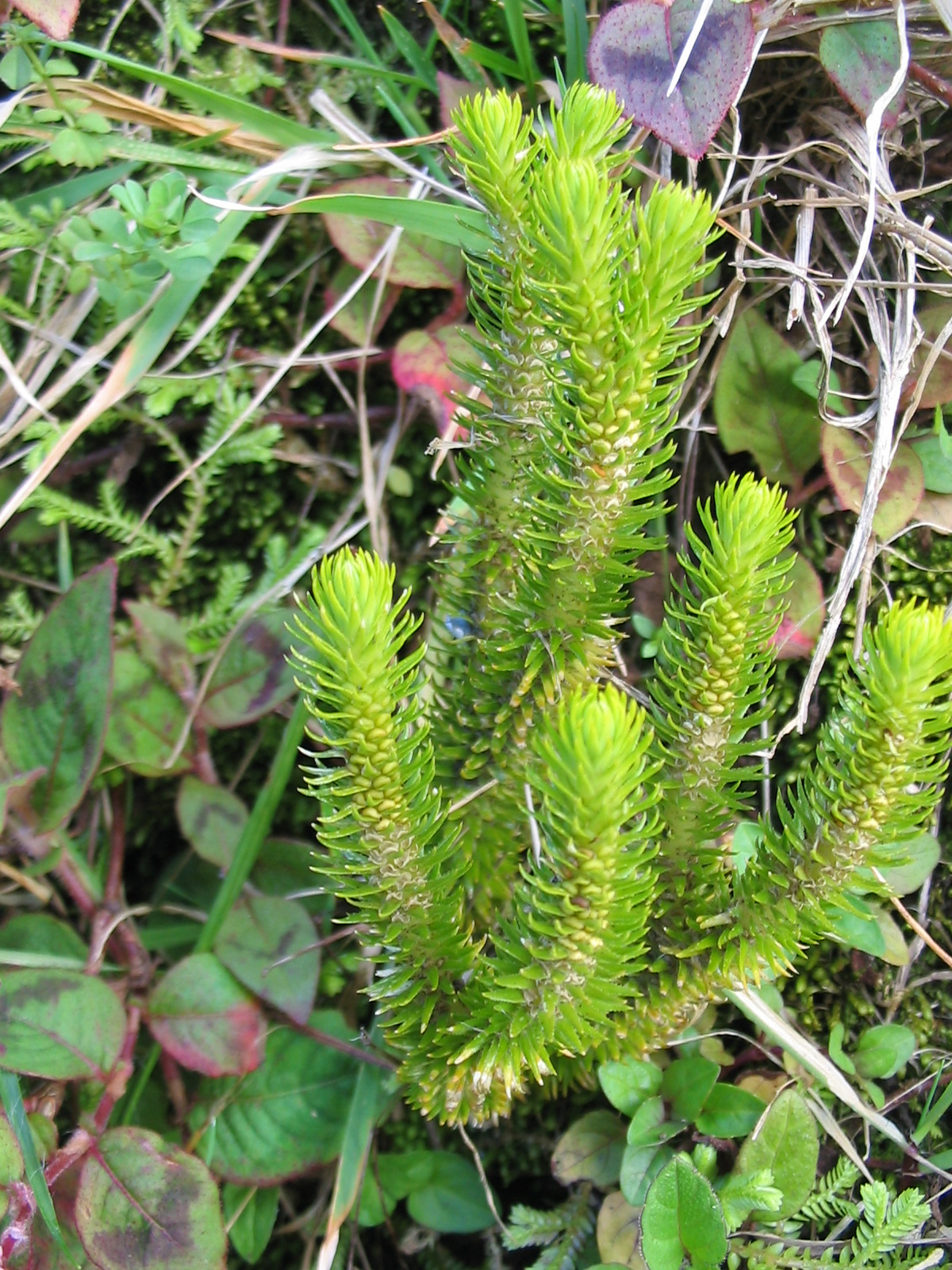
Vranec Huperzia dentata, endemit Makaronésie

Plavuňovité (Lycopodiaceae) jsou čeleď jednoletých nebo vytrvalých vždyzelených výtrusných rostlin z oddělení rostlin plavuňových (Lycopodiophyta). V aktuálním pojetí zahrnují tři široce vymezené, respektive 16 úzce vymezených rodů dohromady s 390–490 druhy, které jsou rozšířeny po celé Zemi, nejvíce však v tropech.

## Popis
Na stonku mají obvykle spirálně uspořádané mikrofyly bez lingul, což je důležitý systematický znak proti vranečkovitým (Selaginellaceae). Spermatozoidy bývají dvoubičíkaté (biciliátní), spory izosporické (stejnovýtrusé). Oboupohlavný gametofyt může být relativně dlouhověký, exosporický (vyvíjí se samostatně mimo obal spory), se zanořenými samčími (antheridia) a samičími (archegonia) pohlavními orgány. Obvykle je podzemní, nezelený a nefotosyntetizující, plně závislý na mykorhize, pouze u několika málo druhů plavuněk a vranců má krom mykotrofie i fotosyntetizující nadzemní část. Vzhledem k tomu, že všechny druhy této čeledi obsahují alkaloidy, jsou jedovaté.

## Systematika
Pojetí čeledi plavuňovitých doznávalo v průběhu času řady proměn. Existovaly tendence řadit všechny zástupce čeledi do velmi široce popsaného rodu plavuň (Lycopodium sensu lato), stejně jako vydělit rod vranec (Huperzia) a další jemu blízce příbuzné taxony do samostatné čeledi vrancovitých (Huperziaceae). Fylogenetický přístup 21. století založený na analýzách molekulární DNA ukázal, že čeleď je monofyletická a obsahuje tři vývojové větve, které lze pojmout různými způsoby: buď jako tři šířeji pojaté rody (Lycopodiella, Lycopodium a Huperzia, takový přístup volí například databáze Plants of the World botanické zahrady Kew), nebo jako tři podčeledi, které jsou dále děleny na vícero úzce vymezených druhů (tento přístup je navržen skupinou vědců coby systém PPG I a rozpracován níže v textu).
Podčeleď Lycopodielloideae: 
- Lateristachys (3–4 druhy, Filipíny, Austrálie, Nový Zéland)
- Lycopodiella sensu stricto (plavuňka, 12–15 druhů, převážně holarktické rozšíření, ale též tropy Nového světa)
- Palhinhaea (25 druhů, tropy a subtropy celého světa, nejvíce v Americe)
- Pseudolycopodiella (10–15 druhů, tropy a subtropy celého světa)

Podčeleď Lycopodioidae:

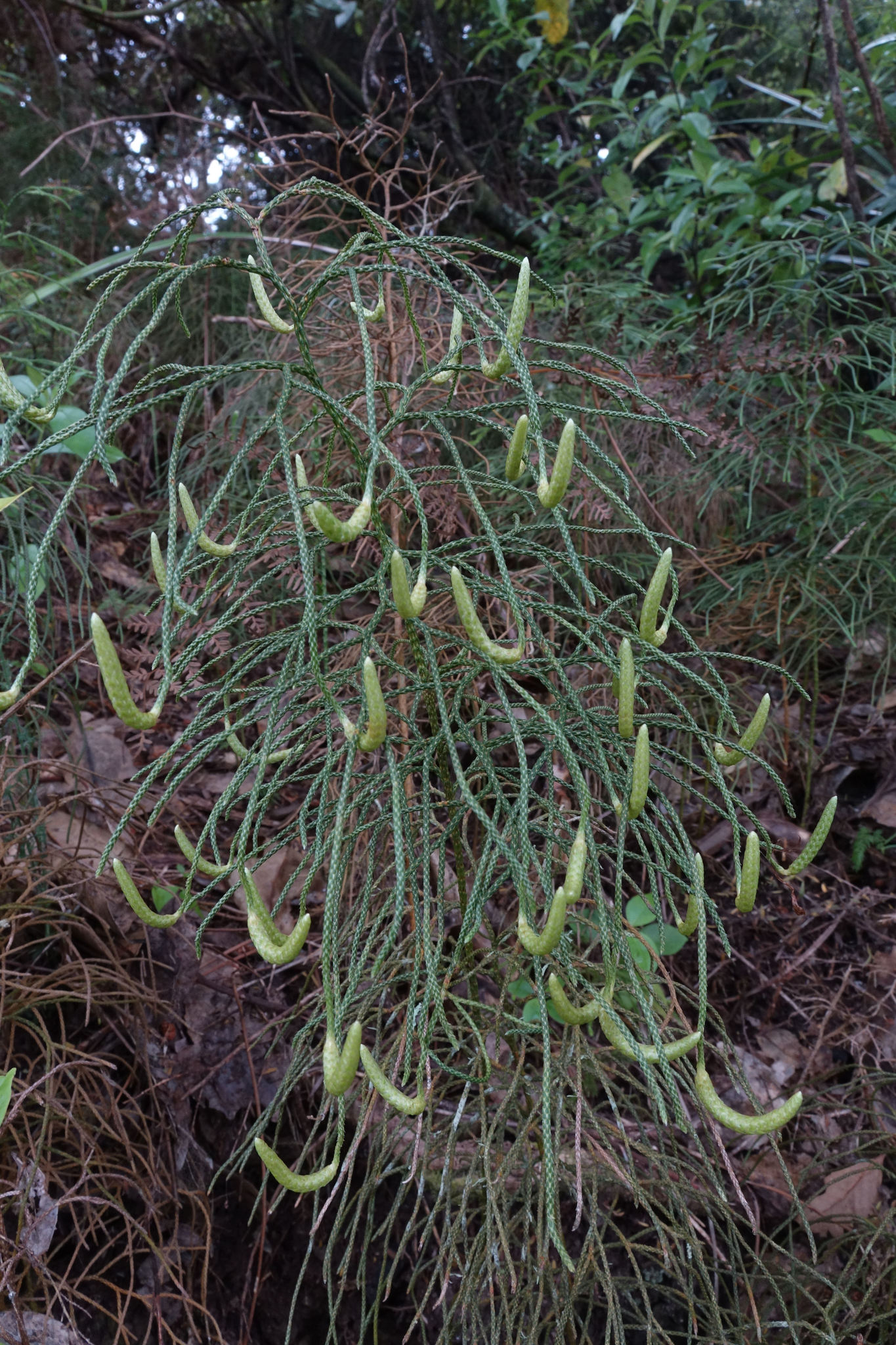
Pseudolycopodium densum

- Lycopodium sensu stricto (plavuň, 15 druhů, temperátní a chladné oblasti celého světa)
- Austrolycopodium (8 druhů, převážně temperátní a chladné oblasti jižní polokoule)
- Dendrolycopodium (4–5 druhů, Severní Amerika a východní Asie)
- Diphasiastrum (plavuník, 20 druhů, převážně temperátní oblasti severní polokoule, zřídka i jinde)
- Diphasium (5 druhů, gondwanské rozšíření)
- Lycopodiastrum (1 druh, tropická Asie)
- Pseudodiphasium (1 druh, tropická Asie, Austrálie, Nový Zéland)
- Pseudolycopodium (1 druh, Austrálie, Nový Zéland, Nová Kaledonie)
- Spinulum (2–3 druhy, holarktické rozšíření, mimo jiné plavuň pučivá jako Spinulum annotium)

Podčeleď Huperzioideae: 
- Huperzia sensu strico (vranec, 25 druhů, temperátní, arktické a horské oblasti)
- Phlegmariurus (250 druhů, pantropické rozšíření)
- Phylloglossum (1 druh, Austrálie a Nový Zéland)